# Famille Le Veneur de Tillières
La famille Le Veneur ou Le Veneur de Tillières depuis le XVe siècle (parfois aussi appelée Le Veneur de Carrouges), est une ancienne famille de Normandie.
D'extraction chevaleresque, sa filiation remonte à 1200, elle s'est éteinte en 1963.

## Les origines
Les tout premiers Le Veneur étaient veneurs au duché de Normandie. C'est de cette charge que la famille Le Veneur tient son nom.
Certaines sources présentent Gautier Le Veneur, chevalier, confident et veneur du duc Richard Sans-Peur, comme le premier représentant connu de la famille. Il combattit sur les bords de l'Epte en 968 et fut sauvé par le duc lors de la bataille de Dieppe.

## Principaux personnages

### Moyen Âge
Jean I Le Veneur était au XIIe siècle seigneur du Homme et de Cavoville.
Jean IV Le Veneur, chevalier, était dès 1289 maître veneur du roi Philippe le Bel et également maître enquêteur des eaux et forêts du roi. Il alla notamment deux fois, en 1298, pour faire des informations sur les forêts de Normandie et au mois de juin 1300 sur celles du bailliage de Coutances. Il fut tué en 1302 à la Bataille de Courtrai. Ses deux fils Robert Le Veneur, chevalier, et Jean V Le Veneur († 1334), chevalier, furent tous deux également maîtres veneur du roi et maîtres enquêteurs des eaux et forêts du roi, qui étaient des charges considérables à cette époque.
Jean VIII Le Veneur, chevalier, seigneur du Homme, de Cavoville, de Valquier et de Saint-Élier, qui tenait l'Échiquier d'Alençon en 1398 et fut tué à la bataille d'Azincourt en 1415, avait épousé Jeanne, sœur de Jean, baron de Tillières, laquelle succédant à son frère, porta la baronnie de Tillières dans la maison Le Veneur. C'est ainsi qu'au XVe siècle le nom de Tillières était joint à celui de Le Veneur.
Son fils Philippe le Veneur, baron de Tillières, seigneur du Homme et de Valquier, chevalier de l'Ordre du Croissant, fit lui aussi un mariage qui devait apporter un nouveau fief dans la famille Le Veneur. Il épousa en effet en 1450 Marie Blosset, sœur de Jean Blosset, Grand sénéchal de Normandie, seigneur de Carrouges, dont la famille Le Veneur hérita par la suite.

### Renaissance
Le cardinal Jean Le Veneur, évêque-comte de Lisieux était fils de Philippe Le Veneur et de Marie Blosset. Proche de François Ier, il siégeait à son conseil. Il devint grand aumônier de France en 1525 et fut fait abbé du Mont-Saint-Michel. Il présenta Jacques Cartier à François Ier, puis, devenu cardinal en 1533, il intervint auprès du Pape afin de modifier le partage des terres du Nouveau Monde qui avait été établi en 1493, laissant ainsi le champ libre à la couronne de France pour s'arroger les terres qui seraient découvertes lors de l'expédition de Jacques Cartier vers le futur Canada. Il mourut en 1543.

### XVIesiècle
Au XVIe siècle, le frère du cardinal, Ambroise Le Veneur de Tillières (mort en 1536), fut évêque d'Évreux de 1511 à 1531 et Lyre à partir de 1516; il résigna son évêché en faveur de son petit-neveu Gabriel Le Veneur de Tillières (1517-1574), qui lui succéda donc comme évêque d'Évreux de 1532 à 1574.
Tanneguy Ier le Veneur († 1592), 1er comte de Tillières, fils de Jean IX-II (fils de Gilonne de Montejean et François Le Veneur de Tillières, lui-même fils de Philippe Le Veneur de Tillières et Marie Blosset ci-dessus), époux de Madeleine Hélie de Pompadour, fille de François vicomte de Comborn, fut  chevalier de l'ordre du Saint-Esprit , gentilhomme ordinaire de la Chambre du roi, conseiller d'État, capitaine de cent hommes d'armes, bailli de Rouen, lieutenant général au gouvernement de Normandie. Il est le père de :
Jacques Le Veneur († 1596), chevalier de l'ordre du Saint-Esprit, fut bailli de la ville et gouverneur du vieux palais de Rouen, conseiller d'État, capitaine de cinquante hommes d'armes, lieutenant général au gouvernement de Normandie. Il se maria avec Charlotte Chabot fille de Léonor, comte de Tillières.
Quoique catholiques, Tanneguy et Jacques Le Veneur protégèrent les protestants lors du massacre de la Saint-Barthélemy.

### XVIIesiècle

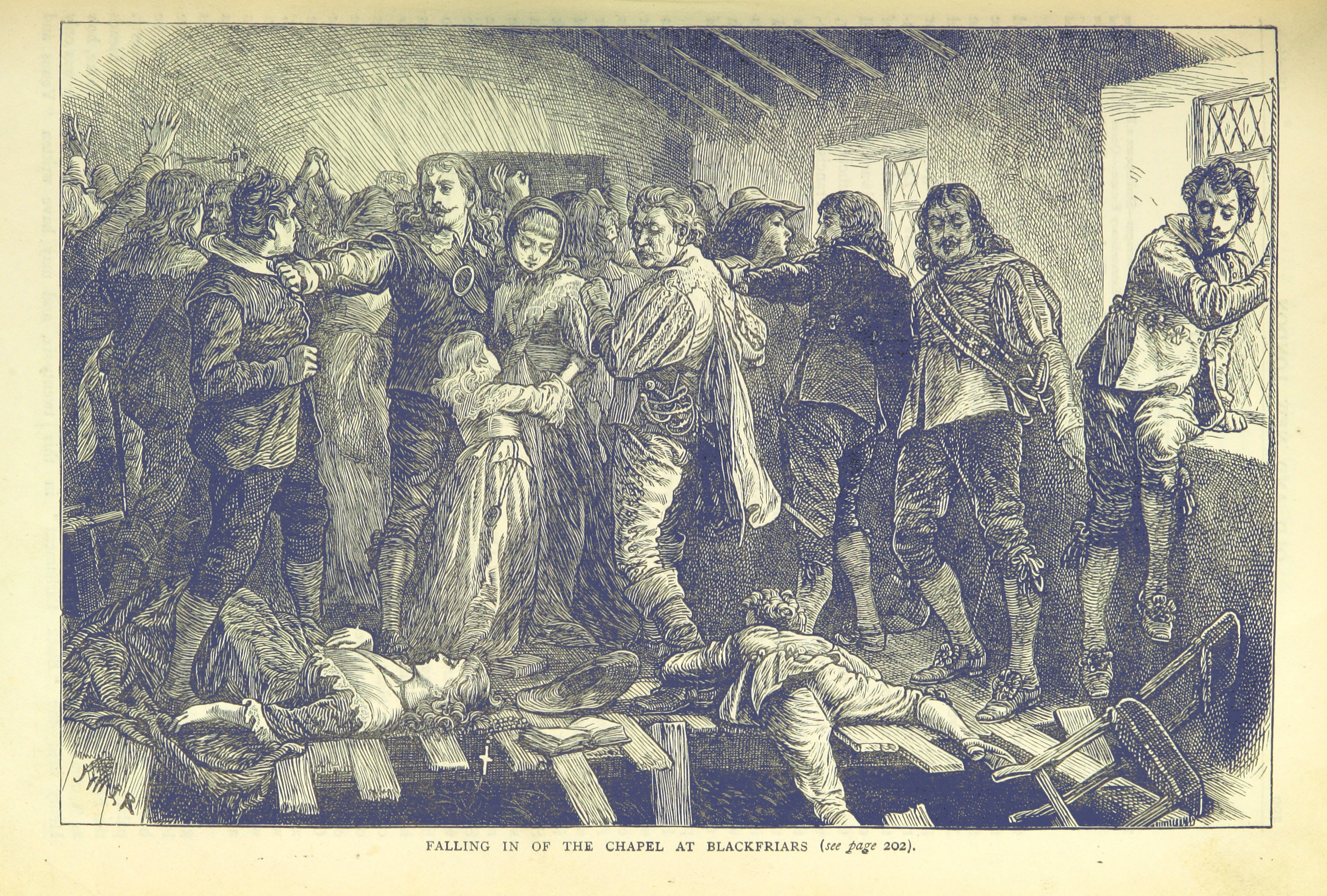
Événement tragique à la résidence de l'ambassadeur de France à Blackfriars, Londres, en 1623.

Au XVIIe siècle, Tanneguy II Le Veneur, comte de Tillières,  († 1652) fils de Jacques et de Charlotte Chabot, fut dépêché en Angleterre pour négocier le mariage d'Henriette-Marie de France, sœur de Louis XIII avec le futur roi Charles Ier.
Tanneguy II vécut sur ses terres de Tillières et laissa le fief familial de Carrouges, dans l'Orne, à son frère Jacques, abbé de Silly.
En 1637, Jacques Le Veneur de Tillières se démit de son abbaye pour se consacrer entièrement à Carrouges. Il fit aménager et décorer le château et le parc à partir de plans et dessins de Maurice Gabriel, architecte à Argentan. Il mourut en 1653.

### XVIIIeet XIXesiècles
Jacques Tanneguy IV Le Veneur titré marquis de Tillières (1700-1777) fut maréchal de camp. Il épousa Michelle Julie Françoise Bouchard d'Esparbès de Lussan qui lui donna 4 enfants, dont :
Tanneguy V Le Veneur, comte de Tillières (1739-1811), sans descendance masculine, dont la fille Madeleine (1764-1825) épousa le duc Marie François d'Harcourt de Beuvron (1755-1839).
Alexis Le Veneur, vicomte de Tillières, créé comte de l'Empire en 1810, qui fut militaire et partisan des idées progressistes à la fin du XVIIIe siècle. Il était l'époux d'Henriette de Verdelin (1757-1834), fille de la marquise de Verdelin (1728-1810) qui fut une correspondante et protectrice de Jean-Jacques Rousseau. Adhérant aux idées progressistes, il prit position pour l'abandon des privilèges avant la Révolution. Il participa à plusieurs campagnes militaires qui lui valurent le grade de lieutenant général puis de général de division. Il fut commandant en chef de l'armée du Nord sous Custine (1793). Il fut élu maire de Carrouges et administrateur du département de l'Orne, puis 1er président du Conseil général de l'Orne et enfin député de l'Orne au Corps Législatif. Il fut fait comte d'Empire avec majorat par Napoléon Bonaparte. Il s'éteignit en 1833 à l'âge de 86 ans.

### Extinction
Tanneguy VII Le Veneur de Tillières (1806-1856), petit-fils d'Alexis cité au-dessus, n'eut qu'un fils sur les 7 enfants que lui donna sa femme Marie-Pauline de Bertier de Sauvigny :
Tanneguy VIII Le Veneur de Tillières (1851-1925) qui épousa Marie de Préaulx. Ils eurent 4 enfants, dont seule la fille cadette eut une descendance : Tanneguy IX, mort sans enfants en 1957 ; son frère cadet Étienne Le Veneur de Tillières, mort sans descendance non plus en 1963, fut le dernier du nom. Leur sœur Gilonne Le Veneur de Tillières (1889-1962) épouse de Joseph de Caraman-Chimay (1858-1937), prince de Chimay, est l'ancêtre des actuels princes de Chimay.

## Principaux fiefs

### Le Homme
La famille Le Veneur conserva depuis le XIIe siècle jusqu'à la Révolution, la terre, seigneurie et baronnie du Homme, plein fief de haubert, qu'elle fit incorporer au comté de Tillières en 1584.
Le Homme est situé sur la commune d'Heudreville-sur-Eure, dans l'Eure, où il reste quelques vestiges du manoir du Homme du XVe siècle.

### Tillières

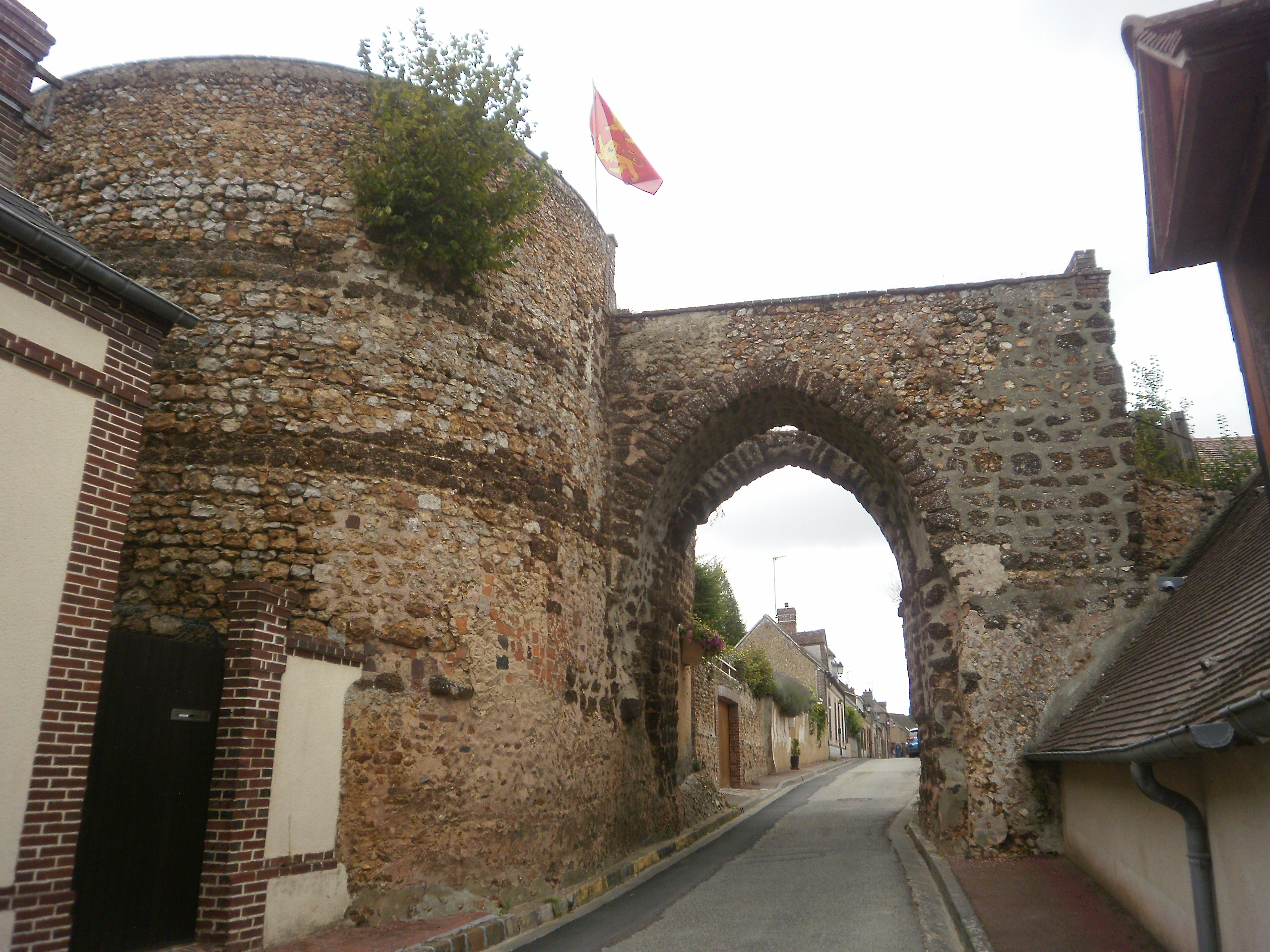
Ancienne porte fortifiée de Tillières.

Le fief de Tillières, situé sur l'Avre, rivière qui délimitait naguère le duché de Normandie et le royaume de France, est passé au début du XVe siècle de la famille Le Baveux de Garancières à la famille Le Veneur, par succession, Jean VIII le Veneur ayant épousé Jeanne Le Baveux de Garancières, dame de Tillières.
Le duc Richard II y avait fait construire dès le début XIe siècle un château, dit Tillières à cause des tuileries des alentours, afin de protéger sa frontière de l'Avre contre les attaques des comtes de Chartres.
Le château de Tillières fut démoli après la Révolution par la bande noire.

### Carrouges

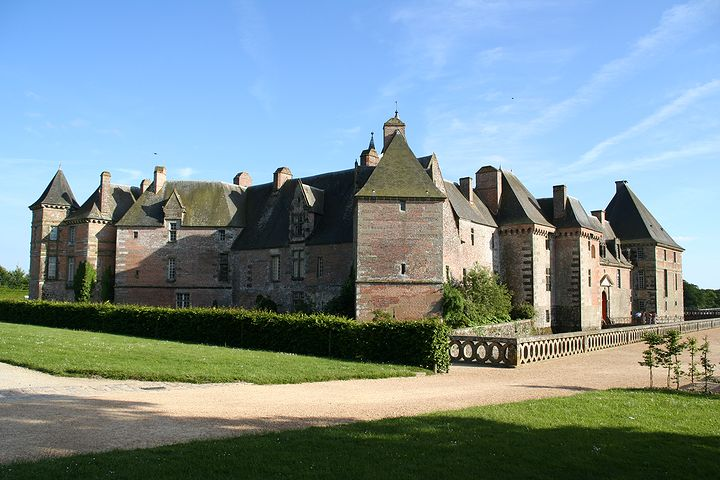
Le château de Carrouges.

Le fief de Carrouges, dans l'Orne, est rentré au XVe siècle dans la famille Le Veneur à la suite du mariage de Philippe Le Veneur, baron de Tillières, avec Marie Blosset, sœur de Jean Blosset, Grand sénéchal de Normandie, seigneur de Carrouges.
Jusqu'au XIXe siècle, la famille Le Veneur, dont la forge existait déjà au XVIe siècle, s'insérait également dans la vie locale par une activité de maîtres de forges.
Le château de Carrouges resta cinq siècles dans la famille Le Veneur, jusqu’au 23 avril 1936, date à laquelle Marie Gaston Tanneguy IX, comte Le Veneur de Tillières, n'ayant pas de descendance et subissant le déclin de l'économie rurale de l'entre-deux-guerres, se vit contraint de céder le château à l'État qui, dès 1927, l'avait classé au titre des monuments historiques, pour la modique somme de 200 000 francs.

## Autres fiefs
Parmi les autres fiefs qui furent possédés par la famille Le Veneur, on trouve :

### Domaine du Haut-Sevailles
Le domaine du Haut-Sevailles est situé sur la commune de la Bouëxière en (Ille-et-Vilaine), il est en 1427 la propriété de la famille Taillis, puis en 1490 propriété de Le Veneur baron de Tillières en 1490 pour passer  en 1506 aux seigneurs de La Prévalaye et du Bertry.

## Armoiries
| Image | Armoiries |
| ----- | --- |
|       | Armes de la famille Le Veneur de Tillières D'argent à la bande d’azur chargée de trois sautoirs (ou flanchis ou croisettes) d’or. |